# 瀬川昌耆
瀬川 昌耆（せがわ まさとし、安政3年4月17日〈1856年5月20日〉- 1920年（大正9年）12月21日）は、日本の医学者、小児科医。医学博士。瀬川小児病院初代院長。

## 略歴

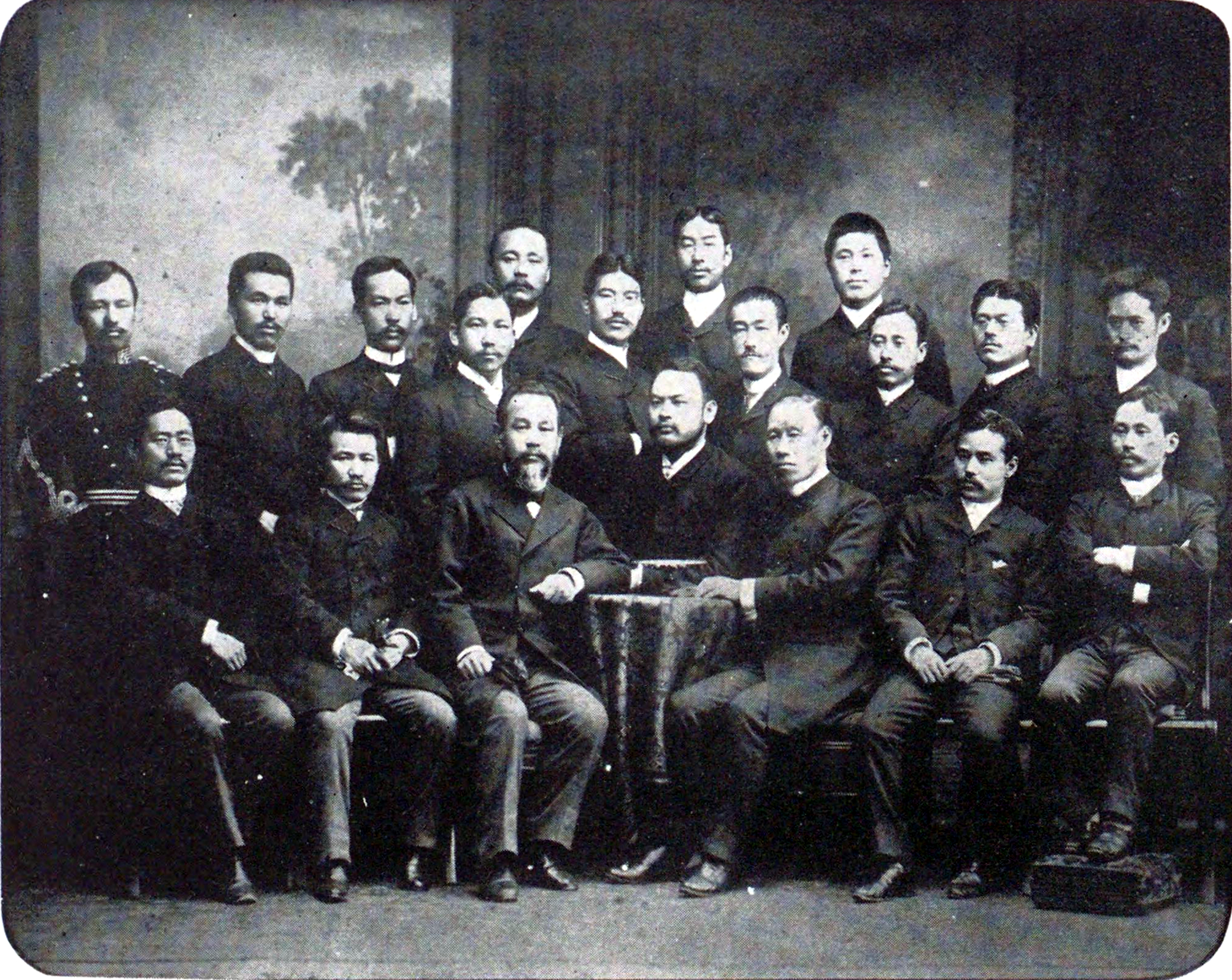
1888年、プロイセン王国ベルリン市にて日本人留学生と。前列左より河本重次郎、山根正次、田口和美、片山國嘉、石黑忠悳、隈川宗雄、尾澤主一。中列左から森林太郎、武島務、中濱東一郎、佐方潜蔵（のち侍医）、島田武次（のち宮城病院産科長）、谷口謙、瀬川、北里柴三郎、江口襄。後列左から濱田玄達、加藤照麿、北川乙治郎

- 1856年（安政3年）5月20日 - 江戸（現・東京都）に生まれる。
- 1882年（明治15年） - 東京大学医学部卒業
- 宮城県立宮城医学校（現・東北大学医学部）講師
- 1886年（明治19年） - 同校の校長に就任
- 1888年（明治21年） - ドイツに留学
- 1891年（明治24年） - 帰国する。
- 千葉県高等学校医学部部長
- 1898年（明治31年） - 瀬川小児病院を設立
- 1920年（大正9年）12月21日 - 死去する。墓所は青山霊園(1イ-5)

## 栄典
- 1891年（明治24年）12月21日 - 従六位[3]
- 1896年（明治29年）5月30日 - 正六位[4]

## 著書
- 『病家必携』 瀬川昌耆、1888年（明治21年）
- 『學校衛生法綱要』 瀬川昌耆、1893年（明治26年）
- 『學校衛生』 金港堂、1904年（明治37年）
- 『實驗の育兒』 新橋堂、1906年（明治39年）
- 『胃癌と胃病』 広文堂書店、1912年
- 『身體強壯法』 広文堂、1912年
- 『最新育兒のをしへ』 至誠堂書店、1913年（大正2年）
- 『最新小兒病手當法』 至誠堂書店、1914年（大正3年）
- 『病兒及虚弱兒の養育法』 新橋堂書店、1916年（大正5年）
- 『茶の湯釜』 瀬川昌世（編纂） 至誠堂書店、1933年（昭和8年）

### 訳著
- 『小児病各論』 瀬川昌春、1884年（明治17年）

### 監修
- 『病名便覧』 黒沢惟則（編纂） 静水堂、1884年

## 家族親族
- 五世祖父：瀬川元浩（? - 1758年） - 高槻藩藩医
- 高祖父：瀬川丈庵（? - 1804年） - 医者
- 曾祖父：瀬川淘以（? - 1830年） - 医者
- 祖父：瀬川淳庵（? - 1867年） - 医者
- 父：瀬川昌蔵（? - 1909年） - 医者
- 妻 瀬川寿々 - 工学博士厚木勝基 叔母
- 長男：瀬川昌世 - 医学博士、瀬川小児科病院2代院長、古市公威（男爵・工学博士）の娘婿
  - 養孫：瀬川功 - 瀬川小児科病院3代院長
    - 曾孫：瀬川昌也 - 医学博士、瀬川小児神経学クリニック院長
      - 玄孫：瀬川祥子 - ヴァイオリニスト

    - 曾孫：瀬川昌威 - （株）美味と健康 顧問
    - 曾孫：瀬川昌輝 - （株）昌平不動産総合研究所 社長
- 二男：瀬川昌邦 - 実業家
  - 孫：瀬川昌久 - 評論家
  - 孫：瀬川昌治 - 映画監督、脚本家
  - 孫：瀬川昌昭 - （株）瀬川事務所 社長
- 次女：瀬川順子 - 小池正晁（男爵・医学博士）妻